# Рохилкханд (княжество)
Рохилкханд (хинди: रुहेलखण्ड, урду: روہیل کھنڈ) — индийское государство, номинально находившимся под сюзеренитетом Великих Моголов, возникшим в период упадка Империи Великих Моголов в 1721 году и продолжавшим существовать до 1774 года, когда аннексия британцами превратила его значительно уменьшенные границы в княжеское государство Рампур. Наваб Али Мохаммед Хан, потомок древней династии Барха, стал первым навабом Рохилкханда, ранее избранным правителем различными афганскими вождями в возрасте четырнадцати лет. Он отделил будущее княжество из рушащейся империи Великих Моголов и основал династию Рохилла, которая управляла Рохилкхандом до 1774 года, а затем правила в Рампуре.
Большая часть границ Рохилкханда была установлена Али Мохаммедом ханом и в значительной степени возникла как препятствие для расширения княжества Ауд, и в этом качестве Наваб Али Мохаммед пользовался поддержкой Итимада ад-Даулы. Тем не менее государство стало гораздо более влиятельным, его границы простирались до границ Дели и Агры. Расширяясь до Пенджаба, большей части штата Уттар-Прадеш и временно до Уттаракханда, Рокилкханд включал в себя индийских императоров получение почти виртуального контроля над Империей и прямого контроля над большей частью Северо-Западной Индии. Оно было аннексировано в конце Первой Рохиллской войны, когда бесхозяйственность Хафиза Рехмат-хана наряду с внутренним разделением Конфедерации Рохилла привела к ослаблению центральной власти.

## Этимология
Древнее название Рохилкханда было Катехир. Название Рохилкханда было применено в середине восемнадцатого века, когда оно попало в руки династии Рохилла, основателем которой был Наваб Али Мохаммад Хан Бахадур Рохилла. Хотя термин рохилла ранее использовался афганцами, прибывшими в Индию.

## География
Расположенный на восточном берегу Ганга, Рохилкханд занимает большую часть равнины, которая в конечном итоге ведет к Ауду. Между Аудом и Рохилкхандом нет естественного барьера, и оба имеют влажный климат из-за их расположения рядом с Гималайским горным хребтом. Оба также имеют более пышную растительность, чем окружающие районы, и были известны большим количеством леса. Видимость снежных вершин Гималайских гор придавала территории в целом приятный вид.
Непосредственно под горами был лес, через который не протекала река, но вместо этого вода впитывалась и появлялась примерно через 10-12 миль к концу леса. В настоящее время этот лес Бхабар больше не существует, но раньше он вел к болоту, где вода снова появлялась на поверхности. Это болото, заросшее высоким тростником, было известно своими тиграми, а также сезонными лихорадками. Оно было известно как Тераи и, что особенно важно, оно служило убежищем для народа Рохилкханда во времена вторжения. Тераи простирается на 10 миль в ширину, и в эпоху Королевства Рохилкханд он был лучше обработан, особенно потому, что он служил ценным убежищем для людей. Правители Рохилкханда часто использовали его в качестве убежища, особенно из-за того, что местность затрудняла преследование вражеской армии.
В зимние месяцы прекратились наводнения, вызванные прекращением сезона дождей, и последующее преодоление Ганга открыло Рохилкханд для нападения извне, часто в форме их заклятых врагов маратхов.
На момент аннексии Рохилкханд представлял собой территорию площадью 12 000 квадратных миль с населением 6 миллионов человек. Оно простиралось от Хардвара до Ауда.

## История
В начале 18 века афганцы мигрировали в регион в больших количествах и часто искали работу в Империи Великих Моголов, особенно в вооруженных силах. Со смертью Аурангзеба и последующим падением администрации при императоре Мухаммад-шахе власть Великих Моголов в этом районе рухнула. В этом контексте предприимчивый военный Али Мохаммед хан основал княжество Рохилкханд.
Али Мохаммед Хан родился как Сайид Мухаммед Али Хан в семье Барха Сайидов. В детстве он был насильно захвачен афганским авантюристом Даудом Ханом. Дауд Хан был сыном Шаха Алама, который был сыном Махмуда Кандагарского. Он принадлежал к племени Бареч и семье, которая была известна своей святостью. Он занял видное положение в Катехире, возглавив ополчение афганцев и усыновил Али Мохаммеда как своего сына. После его убийства раджи Кумаона Али Мохаммед стал 14-летним лидером ополчения своего приемного отца.
Человек способный и смелый, Али Мохаммед Хан привлек многих афганских авантюристов своей большой репутацией и стал самым могущественным человеком в Катехире. Сознавая свою собственную власть и слабеющее состояние Империи Великих Моголов, он пренебрег императорскими мандатами и нерегулярно выплачивал доходы центральному правительству, вместо этого используя доходы со своих земель для пополнения войск, закупки артиллерии и военных припасов и заискивания перед политическими деятелями, представляющими интерес, с «своевременной щедростью». Он использовал ту же тактику, чтобы завоевать расположение низших слоев общества, и вторжением Надир-шаха в 1739 году он еще больше укрепил свое положение, привлекая к себе на работу большое количество афганцев. К 1740 году он был официально признан императором Мухаммад-шахом в качестве губернатора. В течение последующих пяти лет его власть оставалась неоспоримой.
В 1745 году между Али Мухаммедом и Сафдаром Джангом, субадаром Ауда, возникла ссора. Слуги Али Мохаммеда захватили имущество слуг, принадлежащих Сафдару Джангу. Сафдар Джанг, который уже завидовал растущей власти Али Мохаммеда, отправился к императору Мухаммад-шаху и через него приказал вернуть конфискованное имущество, а также арестовать рохиллей, ответственных за конфискацию. После отказа Али Мохаммеда Сафдар Джанг возглавил имперскую экспедицию вместе с присутствующим лично императором, и после того, как его воины покинули Али Мохаммеда, он был схвачен и доставлен в Дели.
Император относился к нему с почтением и уважением, во многом благодаря его влиянию среди своих сторонников, которые все еще были на свободе. Необходимость консульства Али Мохаммеда привела к его назначению губернатором Сирхинда (область между Джуммуной и Сатледжем).
В 1748 году вторжение Ахмед-шаха Абдали дало Али Мухаммеду возможность вернуться в Катехир и восстановить свое правление. По возвращении к нему присоединилось большинство его бывших людей, и вскоре он стал практически независимым в управлении Рохилкхандом. Для обеспечения лояльности почти все властные посты были переданы афганцам, а некоторые, такие как Наджиб-ад-Даула, получили земельные наделы.

## Эпоха Конфедерации
На смертном одре Али Мохаммад попросил своего приёмного дядю Рахмат Хана стать «хафизом» (защитником) Рохилкханда, в то время как Данди-хан станет главнокомандующим армией. Он уже спланировал раздел своего государства между своими сыновьями и получил клятву Рахмат-хана и Данди-хана на Коране, что они будут выполнять его волю и защищать интересы его детей. Кроме того, был создан совет вождей Рохилла, отчасти для того, чтобы контролировать Рахмат-хана и Данди-хана, а также для обеспечения правительства, которое защитило бы Рохилкханд от иностранных вторжений. Всех заставили выполнять торжественные обещания на Коране выполнять свой долг, но все они отказались и стремились установить свой собственный уровень автономии. Это привело к созданию конфедеративной структуры правления с навабом Рохилкханда во главе и вождями Рохилла, отвечающими за свои собственные государства Рохилла, особенно в отношении военных действий.
Хотя совет в определенной степени достиг своей цели, особенно в лице Наджиба ад-Даулы, который часто шел на многое, чтобы обеспечить безопасность Рохилкханда, и Футти-хана, который оставался верным королевской семье. В конечном счете махинации Рахмата хана и Данди хана победили, и дети Али Мохаммеда хана были в значительной степени отодвинуты на второй план в новом правительстве.

## Совет
На смертном одре Наваб Али Мохаммад Хан принял следующие решения. Его приемный дядя Хафиз Рахмат Хан регентом Рохилкханда, пока его сыновья не достигли совершеннолетия. Двоюродный брат Али Мухаммеда Дунде-хан был назначен главнокомандующим, Ниамут-хану и Силабат-хану было поручено общее управление. Футте-хан, который был любимым вассалом Али Мохаммеда Хана, был назначен ханфаманом, в то время как Сирдар-хан был назначен бакши или казначеем. Всем этим людям были предоставлены округа для управления в качестве траста до совершеннолетия его детей Али Мухаммеда, но эти трасты были быстро узурпированы большинством этих людей после смерти наваба.

## Государства
Ослабление центрального правительства привело к появлению следующих княжеств Рохилла.
Государства королевской семьи Рохилла, они были созданы при разделе Рохилкханда по просьбе афганского императора Ахмед Шаха Абдали для сыновей наваба Али Мухаммад хана.
- Бадаун (Наваб Абдулла Хан)
- Морадабад (Наваб Саадулла Хан)
- Рампур (Наваб Сайид Файзулла Хан|Наваб Файзулла Хан)
- Барейли (Наваб Мухаммад Яр Хан)

Государства сардаров Рохилла:
- Наджибабад (Наваб Наджиб ад-Даула)
- Фаррухабад (Наваб Ахмад Хан Багаш)
- Пилибхит (Хафиз Рахмат Хан)
- Бисолли (Данде Хан)

## Демография
Была необычайно большая доля новообращенных мусульман, которые составляли четверть населения, в то время как большинство жителей были индуистами.

## Навабы Рохилкханда
| Имя | Имя                       | Начало правления | Конец правления  |
| --- | ------------------------- | ---------------- | ---------------- |
| 1   | Али Мохаммед Хан          | 1721             | 15 сентября 1748 |
|     | Хафиз Рахмат Хан — Регент | 15 сентября 1748 | 23 апреля 1774   |
| 2   | Абдулла Хан               | 1748             | 1754             |
| 3   | Саадулла Хан              | 1754             | 1764             |
| 4   | Файзулла Хан              | 1764             | 1774             |